# Alpbigligenstöckli
Das Alpbigligenstöckli ist ein Berg im Schweizer Kanton Glarus mit einer Höhe von 1958 m ü. M. Der Gipfel liegt einen knappen Kilometer südlich der namensgebenden Alp Bigligen und ist im Winter ein Ziel für Skitouren.

## Lage
Das Alpbigligenstöckli liegt wenige Kilometer südlich des Talortes Mühlehorn in den Glarner Alpen an der Grenze zum Kanton St. Gallen. Nordwestlich liegt der Firzstock, nordöstlich der Gulmen. Nach Süden fällt die Bergflanke steil ab zum Gsponbach. Auf der anderen Talseite liegen Tschermänner Stöckli und Silberspitz.